# Погребское сельское поселение
Погребско́е сельское поселение — муниципальное образование в западной части Брасовского района Брянской области. Центр — посёлок Погребы.
Образовано в результате проведения муниципальной реформы в 2005 году из части дореформенного Дубровского сельсовета.

## Население
| 2010  | 2011  | 2012  | 2013  | 2014  | 2015  | 2016  | 2017  | 2018  |
| ----- | ----- | ----- | ----- | ----- | ----- | ----- | ----- | ----- |
| 1517  | ↘1514 | ↘1498 | ↗1501 | ↗1504 | ↗1523 | ↗1552 | ↗1581 | ↘1560 |
| 2019  | 2020  | 2021  |       |       |       |       |       |       |
| ↘1507 | ↘1503 | ↘1403 |       |       |       |       |       |       |

## Населённые пункты
| № | Населённый пункт | Тип     | Население |
| - | ---------------- | ------- | --------- |
| 1 | Александровское  | село    | ↘17       |
| 2 | Погребы          | деревня | ↘1484     |